# Governo nacionalista de Nanquim
O Governo de Wang Jingwei foi um governo fantoche do Império Japonês na República da China, criado em março de 1940 sob a liderança de Wang Jingwei. O regime chamou-se oficialmente de República da China (中华民国, Zhonghua Mingú); outro nome oficial usado pelo regime foi Governo Nacional Reorganizado da China Também é chamado às vezes de Governo nacionalista de Nanquim (em chinês: 南京 国民 政府, pinyin: Nánjīng Guó Mín Zhèngfǔ), ou República da China - Nanquim. Outros nomes são "Regime de Wang Jingwei" (汪精卫 政权, Zhèngquán Wang Jingwei), ou simplesmente Regime de Nanquim.

## Ínicio
O governo de Wang Jingwei foi um dos vários "estados fantoches" dos japoneses durante a Segunda Guerra Sino-Japonesa (1937-1945), e foi criado para rivalizar com o governo legítimo do Generalíssimo Chiang Kai-shek (Wade-Giles: Chiang Kai-shek), que estava com o mesmo nome (Governo Nacional da República da China) em Chongqing. Wang Jingwei era um membro da ala esquerda do Kuomintang (Wade-Giles: KMT) (KMT), que rompeu com o governo de Chiang em março de 1940 que havia rejeitado os invasores japoneses, fundando em 1939 o seu próprio Kuomintang (sob liderança de Wang Jingwei) e passou a liderar de fato o Governo Reorganizado.
Alegando ser o governo legítimo da República da China, utilizou a mesma bandeira e incluiu o mesmo emblema do governo nacional de Chiang Kai-shek. No entanto, foi amplamente considerado como um estado fantoche e não desfrutou de um reconhecimento diplomático, com exceção dos estados do Pacto Anti-Comintern.
O governo nacionalista de Nanquim, em teoria, foi a reintegração de várias entidades que o Japão tinha estabelecido na China setentrional e central, incluindo o Governo Reformado da República da China à leste, o Governo Provisório da República da China no Norte, e o Governo de Mengjiang na Mongólia Interior. No entanto, tanto o norte da China e a Mongólia Interior mantiveram-se relativamente livre de sua influência.
Oficialmente, o Estado foi fundado em 30 de Março de 1940 e Wang Jingwei tornou-se chefe de Estado com o apoio japonês. Ele declarou guerra aos aliados em 9 de janeiro de 1943.

## Dissolução
Após a morte de Wang Jingwei em 1944, Chen Gongbo assumiu a presidência e o legislativo após a uma reunião de emergência do Comitê Central, ficando no poder até 1945 quando declarou a dissolução do partido, seguindo a rendição do japão.